# Grand Prix automobile de Hongrie 1997
GP précédent GP suivant
Le Grand Prix automobile de Hongrie 1997 (Marlboro Magyar Nagydíj 1997), disputé sur le Hungaroring (à 19 km de Budapest) le 10 août 1997, est la 608e épreuve du championnat du monde de Formule 1 courue depuis 1950 et la onzième manche du championnat 1997.

## Résultats des qualifications
Damon Hill est la surprise des qualifications puisqu'il réalise le troisième meilleur temps. Sa meilleure place sur la grille sur les neuf Grands Prix précédents était neuvième, au Brésil et il n'avait pas fait mieux que treizième sur les huit autres épreuves.

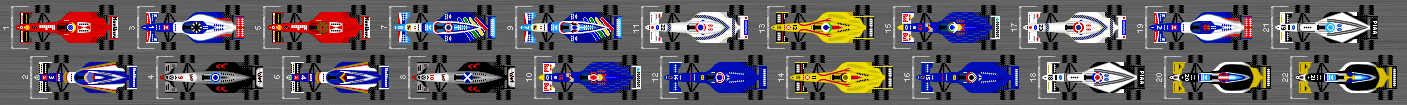
La grille de qualification du Grand Prix de Hongrie 1997.

| Pos.                      | No | Pilote                | Écurie                  | Temps    | Écart   | Tours |
| ------------------------- | -- | --------------------- | ----------------------- | -------- | ------- | ----- |
| 1                         | 5  | Michael Schumacher    | Ferrari                 | 1:14.672 |         | 11    |
| 2                         | 3  | Jacques Villeneuve    | Williams-Renault        | 1:14.859 | + 0.187 | 11    |
| 3                         | 1  | Damon Hill            | Arrows-Yamaha           | 1:15.044 | + 0.372 | 12    |
| 4                         | 9  | Mika Häkkinen         | McLaren Racing-Mercedes | 1:15.140 | + 0.468 | 10    |
| 5                         | 6  | Eddie Irvine          | Ferrari                 | 1:15.424 | + 0.752 | 11    |
| 6                         | 4  | Heinz-Harald Frentzen | Williams-Renault        | 1:15.520 | + 0.848 | 12    |
| 7                         | 8  | Gerhard Berger        | Benetton-Renault        | 1:15.699 | + 1.027 | 9     |
| 8                         | 10 | David Coulthard       | McLaren Racing-Mercedes | 1:15.705 | + 1.033 | 11    |
| 9                         | 7  | Jean Alesi            | Benetton-Renault        | 1:15.905 | + 1.233 | 12    |
| 10                        | 16 | Johnny Herbert        | Sauber-Petronas         | 1:16.138 | + 1.466 | 12    |
| 11                        | 22 | Rubens Barrichello    | Stewart-Ford            | 1:16.138 | + 1.466 | 12    |
| 12                        | 14 | Jarno Trulli          | Prost-Mugen-Honda       | 1:16.297 | + 1.625 | 12    |
| 13                        | 12 | Giancarlo Fisichella  | Jordan-Peugeot          | 1:16.300 | + 1.628 | 12    |
| 14                        | 11 | Ralf Schumacher       | Jordan-Peugeot          | 1:16.686 | + 2.014 | 12    |
| 15                        | 17 | Gianni Morbidelli     | Sauber-Petronas         | 1:16.766 | + 2.094 | 12    |
| 16                        | 15 | Shinji Nakano         | Prost-Mugen-Honda       | 1:16.784 | + 2.112 | 12    |
| 17                        | 23 | Jan Magnussen         | Stewart-Ford            | 1:16.858 | + 2.186 | 12    |
| 18                        | 18 | Jos Verstappen        | Tyrrell-Ford            | 1:17.095 | + 2.423 | 12    |
| 19                        | 2  | Pedro Diniz           | Arrows-Yamaha           | 1:17.118 | + 2.446 | 12    |
| 20                        | 20 | Ukyo Katayama         | Minardi-Hart            | 1:17.232 | + 2.560 | 12    |
| 21                        | 19 | Mika Salo             | Tyrrell-Ford            | 1:17.482 | + 2.810 | 11    |
| 22                        | 21 | Tarso Marques         | Minardi-Hart            | 1:18.020 | + 3.348 | 11    |
| Règle des 107% : 1:19.899 |    |                       |                         |          |         |       |

## Classement
| Pos. | No | Pilote                | Écurie            | Tours | Temps/Abandon                      | Grille | Points |
| ---- | -- | --------------------- | ----------------- | ----- | ---------------------------------- | ------ | ------ |
| 1    | 3  | Jacques Villeneuve    | Williams-Renault  | 77    | 1 h 45 min 47 s 149 (173,295 km/h) | 2      | 10     |
| 2    | 1  | Damon Hill            | Arrows-Yamaha     | 77    | + 9 s 079                          | 3      | 6      |
| 3    | 16 | Johnny Herbert        | Sauber-Petronas   | 77    | + 20 s 445                         | 10     | 4      |
| 4    | 5  | Michael Schumacher    | Ferrari           | 77    | + 30 s 501                         | 1      | 3      |
| 5    | 11 | Ralf Schumacher       | Jordan-Peugeot    | 77    | + 30 s 715                         | 14     | 2      |
| 6    | 15 | Shinji Nakano         | Prost-Mugen-Honda | 77    | + 41 s 512                         | 16     | 1      |
| 7    | 14 | Jarno Trulli          | Prost-Mugen-Honda | 77    | + 1 min 15 s 552                   | 12     |        |
| 8    | 8  | Gerhard Berger        | Benetton-Renault  | 77    | + 1 min 16 s 409                   | 7      |        |
| 9    | 6  | Eddie Irvine          | Ferrari           | 76    | + 1 tour                           | 5      |        |
| 10   | 20 | Ukyo Katayama         | Minardi-Hart      | 76    | + 1 tour                           | 20     |        |
| 11   | 7  | Jean Alesi            | Benetton-Renault  | 76    | + 1 tour                           | 9      |        |
| 12   | 21 | Tarso Marques         | Minardi-Hart      | 75    | + 2 tours                          | 22     |        |
| 13   | 19 | Mika Salo             | Tyrrell-Ford      | 75    | + 2 tours                          | 21     |        |
| Abd. | 10 | David Coulthard       | McLaren-Mercedes  | 65    | Panne hydraulique                  | 8      |        |
| Abd. | 18 | Jos Verstappen        | Tyrrell-Ford      | 61    | Moteur                             | 18     |        |
| Abd. | 2  | Pedro Diniz           | Arrows-Yamaha     | 53    | Accident                           | 19     |        |
| Abd. | 12 | Giancarlo Fisichella  | Jordan-Peugeot    | 42    | Sortie de piste                    | 13     |        |
| Abd. | 4  | Heinz-Harald Frentzen | Williams-Renault  | 29    | Fuite d'essence                    | 6      |        |
| Abd. | 22 | Rubens Barrichello    | Stewart-Ford      | 29    | Moteur                             | 11     |        |
| Abd. | 9  | Mika Häkkinen         | McLaren-Mercedes  | 12    | Panne hydraulique                  | 4      |        |
| Abd. | 17 | Gianni Morbidelli     | Sauber-Petronas   | 7     | Moteur                             | 15     |        |
| Abd. | 23 | Jan Magnussen         | Stewart-Ford      | 5     | Collision                          | 17     |        |

## Pole position et record du tour
- Pole position : Michael Schumacher en 1 min 14 s 672 (vitesse moyenne : 191,301 km/h).
- Meilleur tour en course : Heinz-Harald Frentzen en 1 min 18 s 372 au 25e tour (vitesse moyenne : 182,269 km/h).

## Tours en tête
- Michael Schumacher : 10 (1-10)
- Damon Hill : 62 (11-25 / 30-76)
- Heinz-Harald Frentzen : 4 (26-29)
- Jacques Villeneuve : 1 (77)

## Statistiques
- 9e victoire pour Jacques Villeneuve.
- 101e victoire pour Williams en tant que constructeur.
- 93e victoire pour Renault en tant que motoriste.
- 8e et dernier podium pour Arrows.